# Vindkraft i Danmark
Danmark har varit en föregångare inom vindkraft med pionjärer som Poul la Cour (som producerade el från vindkraftverk redan i slutet av 1800-talet) och Johannes Juul. År 2022 producerade Danmarks vindkraft el motsvarande 53,4 procent av landets totala elförbrukning. Vind och sol svarade tillsammans för 59,6 procent av elproduktionen. Vindkraften stod 2019 för sammanlagt 16,14 TWh, varav 9,95 TWh på land och 6,19 TWh till havs. I Danmark fanns 2019 drygt 6 000 vindkraftverk. Det kan jämföras med Sverige som sista december 2019 hade 4 099  vindkraftverk, trots att Danmark till ytan inte är större än Jämtland.
2019 invigdes vindkraftparken Horns rev 3 på 407 MW. Parken Kriegers Flak på 600 MV färdigställdes 2021. Efter dem kommer Vesterhav Syd, 170 MW och Vesterhav Nord, 180 MW, som invigdes i september 2024.. Alla dessa havsbaserade parker är byggda och ägda av svenska Vattenfall som är den största leverantören av havbaserad vindkraft i Danmark där Vattenfall står för mer än hälften av den installerade effekten. 

## Utveckling över tid
Danmarks vindkraft har byggts ut i relativt jämn takt (i absoluta tal).

## Betydelse för sysselsättning
Vid utgången av 2018 arbetade motsvarande 32 774 heltidsanställda inom vindkraftsbranschen i Danmark. Det danska företaget Vestas som 1979 installerade sitt första vindkraftverk hade 28 438 anställda globalt vid utgången av 2022.

## Framtidsutveckling
Den samlade potentialen för vindkraft till havs uppgår, bara i den danska delen av Nordsjön, till 40 GW.
De senaste 40 åren har Danmark integrerat 7 GW vind och sol i elsystemet. Nu ska de enligt beslut i Folketinget på bara åtta år fyrdubbla detta tal. I Energiavtalet den 29 juni 2018 beslutades att en ny havsbaserad vindkraftpark ska byggas som ett steg på vägen mot 100 % förnybar energi i elsystemet 2030. Havsvindparken Thor på cirka 1000 MW ska senast 2027 sända ström ut på elmarknaden. Parken ligger i Nordsjön 20 km ut i havet. I december 2021 vann Thor Wind Farm I/S, som ägs av RWE, anbudet på Thor.
Folketinget har beslutat att sätta igång med förberedelserna för att skapa två energiöar, en i Nordsjön och en i Östersjön. Energiön på Bornholm ska koppla upp 3 GW havsbaserad vindkraft och energiön i Nordsjön ska koppla upp lika mycket till 2033 och minst 10 GW till 2040.